# Heinz-Günther Lehmann
Heinz-Günther Lehmann (Zeitz, 6 de marzo de 1923-Göppingen, 24 de junio de 2006) fue un deportista alemán que compitió para la RFA en natación, especialista en el estilo libre. Ganó dos medallas en el Campeonato Europeo de Natación de 1950.

## Palmarés internacional
| Campeonato Europeo | Campeonato Europeo | Campeonato Europeo | Campeonato Europeo |
| Año                | Lugar              | Medalla            | Prueba             |
| ------------------ | ------------------ | ------------------ | ------------------ |
| 1950               | Viena (Austria)    | Medalla de oro     | 1500 m libre       |
| 1950               | Viena (Austria)    | Medalla de bronce  | 400 m libre        |